# Jean-Jacques Gosso
Jean-Jacques Gosso Gosso (Abidjan, 1983. március 15. –) elefántcsontparti válogatott labdarúgó, aki jelenleg a Göztepe SK játékosa.

## Sikerei, díjai
- Vidad Casablanca
  - Marokkói bajnok: 2005-06